# Si el norte fuera el sur
Si el norte fuera el sur es el nombre del sexto álbum de estudio grabado por el cantautor guatemalteco Ricardo Arjona, Fue lanzado al mercado bajo los sellos discográficos Sony Discos y Sony Music México el 20 de agosto de 1996.
El álbum fue un éxito en ventas, impulsado por la popularidad de la canción homónima, cuya letra retrata de manera jocosa lo que sucedería si América Latina tomara el papel de los Estados Unidos. Otras canciones destacadas del álbum son «Noticiero», «Se nos muere el amor», «Ella y él», «Me enseñaste», «Aún te amo (carta no.1)», «Tú reputación», «Te acuerdas de mí», «Frente al televisor» y «Tú».
El álbum contó con la participación de varios músicos internacionales como Luis Conte, Billy Preston, Abraham Laboriel, Michael Landau, entre otros.

## Lista de canciones
Todas las canciones escritas y compuestas por Ricardo Arjona. 
| Si el norte fuera el sur |                                   |                |          |  |
| N.º                      | Título                            | Escritor(es)   | Duración |  |
| 1.                       | «Noticiero»                       | Ricardo Arjona | 5:29     |  |
| 2.                       | «Tu reputación»                   | Ricardo Arjona | 4:49     |  |
| 3.                       | «Ella y él»                       | Ricardo Arjona | 6:15     |  |
| 4.                       | «Se nos muere el amor»            | Ricardo Arjona | 4:07     |  |
| 5.                       | «Si el norte fuera el sur»        | Ricardo Arjona | 4:55     |  |
| 6.                       | «Aún te amo» (Carta no. 1)        | Ricardo Arjona | 3:33     |  |
| 7.                       | «Abarrotería de amor»             | Ricardo Arjona | 3:41     |  |
| 8.                       | «Duerme»                          | Ricardo Arjona | 5:03     |  |
| 9.                       | «Te acuerdas de mí» (Carta no. 2) | Ricardo Arjona | 4:17     |  |
| 10.                      | «Cita en el bar»                  | Ricardo Arjona | 4:23     |  |
| 11.                      | «Me enseñaste»                    | Ricardo Arjona | 4:43     |  |
| 12.                      | «Frente al televisor»             | Ricardo Arjona | 4:28     |  |
| 13.                      | «Tú»                              | Ricardo Arjona | 4:28     |  |
| 14.                      | «México»                          | Ricardo Arjona | 4:27     |  |
| 64:27                    |                                   |                |          |  |

## Ventas y certificaciones
| Región | Certificación   | Ventas/envíos |
| --- | --------------- | ------------- |
| Argentina (CAPIF)" | Platino         | 180 000x      |
| EE. UU. (RIAA) | Platino (latin) | 200 000^      |
| ^ cifras de los envíos basadas únicamente en las certificaciones x Cifras no-especificadas basadas en las certificaciones |                 |               |